# MGM-134 Midgetman

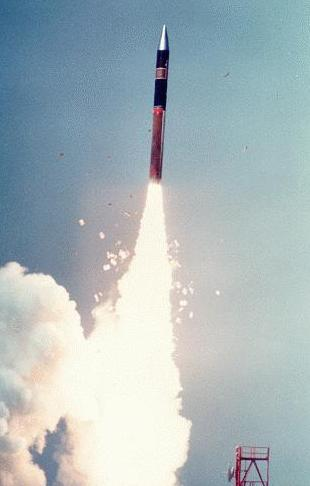
Test Midgetman

MGM-134 Midgetman (Small ICBM) a fost proiectul pentru o rachetă balistică intercontinentală cu rampa de lansare mobilă pentru US Air Force.

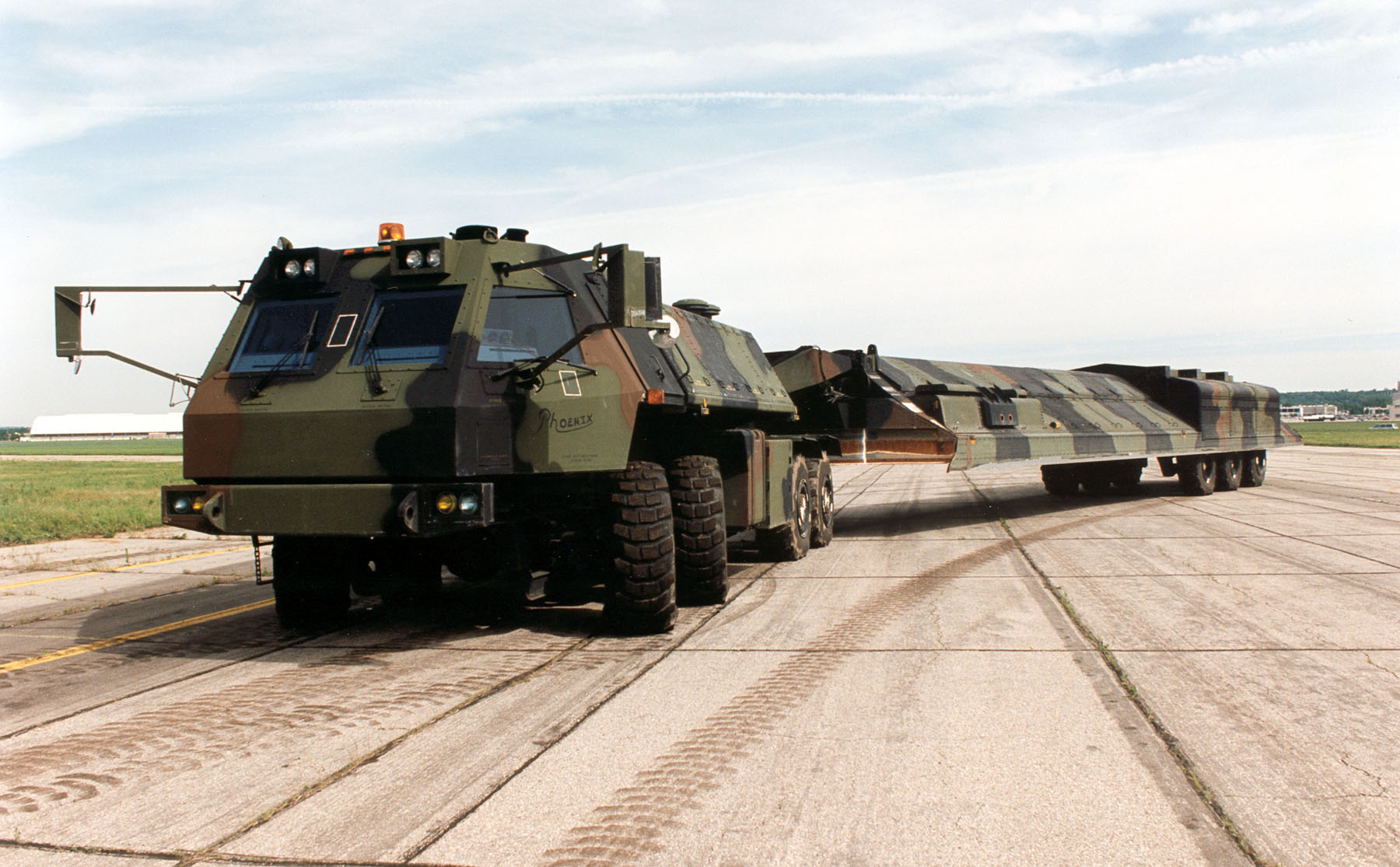
Rampa de lansare mobilă Hard Mobile Launcher